# Mudderkräftsmussla
Mudderkräftsmussla (Lepton squamosum) är en musselart som först beskrevs av George Montagu 1803. Enligt Catalogue of Life och Artdatabanken ingår Lepton squamosum i släktet Lepton och familjen Lasaeidae (myntmusslor). Enligt den svenska rödlistan är arten otillräckligt studerad i Sverige.
Musslan är upp till 15 mm lång och med vitt till genomskinligt skal täckt av fina gropar. Artens livsmiljö är havsbotten, ofta i gångar gjorda av mudderkräftor (släktet Upogebia), och förekommer i Sverige längs västkusten. Inga underarter finns listade i Catalogue of Life.